# MONA新浦安
MONA新浦安（モナしんうらやす）は、千葉県浦安市にあるエイムクリエイツ運営の商業施設。ペデストリアンデッキで新浦安駅南口と直結し、イオン新浦安ショッピングセンターと繋がっている。

## 概要
開業当初の運営会社は、業務棟（現：プライムタワー新浦安）を含めて明治生命保険（現：明治安田生命保険）であった。モナのMは明治生命保険に由来する。後に運営会社は、小田急ビルサービスや、三井不動産商業マネジメントと変遷し、現在はエイムクリエイツが運営している。
2015年2月10日、ケネディクス商業リート投資法人による国内不動産信託受益権の取得が完了し、同社の保有物件となった。また同法人により2017年7月27日、リニューアル計画が発表され2018年中にすべての工期を完了した。
建物に時計台が設置されている。さらに時計の上に設置しているスピーカーから、毎日10:00と20:30にチャイム（ウェストミンスターの鐘）が、正午にメロディー（グリーンスリーブス）が流れていたが、通行人などからの苦情により廃止になった。

## 主要テナント
出典：
- イオンスタイル新浦安MONA[4] - 2017年7月28日開店。ピーコックストアの跡地。
- 無印良品
- カメラのキタムラ
- セリア - 2011年3月4日開店。三省堂書店の跡地。
- GU - 2017年及び2018年大規模リニューアル時に新設。
- ABCマート
- ジンズ
- コンタクトのアイシティ
- 三井住友銀行
- 千葉銀行
- みずほ銀行
- らあめん花月嵐
- カルディコーヒーファーム
- 珈琲所 コメダ珈琲店
- ドトールコーヒー
- スターバックスコーヒー
- マクドナルド

### 過去に存在したテナント
- 三省堂書店
- コージーコーナー
- にんにく屋五右衛門 - 2013年1月15日閉店。
- 北欧パン
- ダンキンドーナツ
- ピーコックストア - 2017年2月19日閉店。
- 山野楽器 - 2018年4月27日閉店。

## フロア構成
- 1階　ショッピングフロア - スーパーマーケットやファストフード店、銀行など。

2階より上はA館・B館に分かれる。

### A館
- 2階　ショッピングフロア - レディースファッション店や服飾雑貨の店が多く出店している。
- 3階　ショッピングフロア - ファッション店や雑貨店など。
- 4階　レストランフロア

2階と3階はB館とつながっており、4階はB館のルーフガーデンとつながっている。

### B館
- 2階　ショッピングフロア - 雑貨店や軽食店など。
- 3階　ショッピングフロア - 100円ショップや美容室など。
- R階　ルーフガーデン - 屋上庭園

B館の各フロアは駐車場棟とつながっている。

### 駐車場棟
- 1階：モナ自転車・バイク駐輪場、新浦安駅第5自転車駐車場
- 2階 - 6階、R階、M2階 - M6階、MR階：モナ駐車場